# Kelli Garner
Kelli Brianne Garner (Bakersfield, 11 aprile 1984) è un'attrice statunitense.

## Biografia
Nata e cresciuta in California, amante dello sport soprattutto con una passione per il calcio, infatti fin da bambina sogna di diventare una calciatrice, ma un giorno poco più che quattordicenne viene notata da un talent scout che le offre la possibilità di lavorare nel mondo dello spettacolo. Dopo una serie di partecipazioni a spot pubblicitari, debutta come attrice nel cortometraggio Architecture of Reassurance, rivisitazione in chiave post-moderna di Le avventure di Alice nel Paese delle Meraviglie.
In seguito lavora nella commedia Se cucini, ti sposo e si fa notare nel controverso Bully del 2001. Nel 2004 ottiene una parte in The Aviator di Martin Scorsese, mentre nel 2005 nel film indipendente Thumbsucker - Il succhiapollice con Lou Taylor Pucci, con il quale apparirà anche nel videoclip Jesus of Suburbia dei Green Day. Nello stesso anno, recita nel film L'uomo di casa accanto a Tommy Lee Jones. Nel 2007 recita al fianco di Ryan Gosling in Lars e una ragazza tutta sua e nel 2009 a Tim Allen in 6 mogli e un papà. Nel 2011 è tra le protagoniste della serie televisiva Pan Am. Nel 2015 interpreta il ruolo di Marilyn Monroe nella miniserie TV Marilyn - La vita segreta.

## Filmografia

### Cinema
- Architecture of Reassurance, regia di Mike Mills (2000)
- Se cucini, ti sposo (Time Share), regia di Sharon von Wietersheim (2000)
- Bully, regia di Larry Clark (2001)
- Love Liza, regia di Todd Louiso (2002)
- Hometown Legend, regia di James Anderson (2002)
- Related, regia di Joanie Wread (2002)
- Outside, regia di Jeff Mahler (2002)
- The Aviator, regia di Martin Scorsese (2004)
- The Youth in Us, regia di Joshua Leonard (2005)
- Thumbsucker - Il succhiapollice (Thumbsucker), regia di Mike Mills (2005)
- L'uomo di casa (Man of the House), regia di Stephen Herek (2005)
- London, regia di Hunter Richards (2005)
- Piggy Banks, regia di Morgan Freeman (2005)
- Un sogno troppo grande (Dreamland), regia di Jason Matzner (2005)
- Return to Rajapur, regia di Nanda Anand (2006)
- Normal Adolescent Behavior, regia di Beth Schacter (2007)
- Lars e una ragazza tutta sua (Lars and the Real Girl), regia di Craig Gillespie (2007)
- Red Velvet, regia di Bruce Dickson (2008)
- Motel Woodstock (Taking Woodstock), regia di Ang Lee (2009)
- 6 mogli e un papà (The Six Wives of Henry Lefay), regia di Howard Michael Gould (2009)
- G-Force - Superspie in missione (G-Force), regia di Hoyt Yeatman (2009)
- Amore a mille... miglia (Going the Distance), regia di Nanette Burstein (2010)
- The Lie, regia di Joshua Leonard (2011)
- Horns, regia di Alexandre Aja (2013)

### Televisione
- This Is How the World Ends, regia di Gregg Araki – film TV (2000)
- Buffy l'ammazzavampiri (Buffy the Vampire Slayer) – serie TV, 1 episodio (2001)
- Da Mob – serie TV, 1 episodio (2002)
- I Finnerty (Grounded for Life) – serie TV, 2 episodi (2001-2002)
- Regular Joe – serie TV, 1 episodio (2003)
- Law & Order - Unità vittime speciali (Law & Order: Special Victims Unit) – serie TV, 1 episodio (2004)
- American Dad! – serie TV, 1 episodio (2009) - voce
- My Generation – serie TV, 5 episodi (2010)
- Pan Am – serie TV, 14 episodi (2011-2012)
- Looking – serie TV, 2 episodi (2014-2015)
- Marilyn - La vita segreta (The Secret Life of Marilyn Monroe) - miniserie TV, 2 episodi (2015)
- Caccia alla spia - The Enemy Within (The Enemy Within) – serie TV, 13 episodi (2019)

## Doppiatrici italiane
Nelle versioni in italiano delle opere in cui ha recitato, Kelli Garner è stata doppiata da:
- Perla Liberatori in The Aviator, Amore a mille... miglia
- Letizia Scifoni in Thumbsucker - Il succhiapollice, L'uomo di casa
- Francesca Manicone in G Force - Superspie in missione, Looking
- Domitilla D'Amico in Marylin - La vita segreta, Caccia alla spia - The Enemy Within
- Valentina Mari in Lars e una ragazza tutta sua
- Chiara Gioncardi in Pan Am